# Some Devil
Some Devil es el primer álbum como solista del músico estadounidense Dave Matthews. Fue lanzado el 23 de septiembre de 2003 por RCA Records. Ha recibido la certificación de platino por parte de la RIAA, luego de que sobrepasara el millón de copias vendidas. El álbum incluye a varios artistas invitados, entre ellos el colaborador de Dave Matthews Band de muchos años, Tim Reynolds, y el guitarrista principal de Phish, Trey Anastasio. El primer sencillo del álbum, "Gravedigger", ganó un Premio Grammy en 2004. Some Devil fue grabado en Studio Lithio en Seattle, Washington y fue producido por Stephen Harris, quien anteriormente había trabajado con Dave Matthews Band en su álbum de 2002 Busted Stuff.
Sobre el álbum, Mathews dijo que "La verdad que no había pensado en hacer un álbum como solista hasta que tuve unas cuantas canciones que no encajaban con el grupo, así que comencé con esas y de allí creció hasta convertirse en un álbum completo [...] Pensé que sería divertido publicarlo".
Los críticos han dicho que el álbum es más oscuro que los anteriores álbumes de Matthews con su grupo. Muchos de sus seguidores, pese a que en un principio se mostraron escépticos sobre el deseo de Matthews de lanzar un álbum como solista, no dudaron en elogiar sus esfuerzos. El álbum está marcado por su tono más serio y la dirección fresca mostrada en las canciones escritas por Matthews.
Desde 2003, Matthews ha tocado material de Some Devil en concierto con el grupo llamado Dave Matthews & Friends, el cual está formado por músicos que colaboraron con la grabación del álbum. También ha tocado material del álbum solo y con su compañero de dúo acústico de muchos años Tim Reynolds. Durante la gira de verano de Dave Matthews Band en 2008, el grupo tocó las canciones "Gravedigger" y "So Damn Lucky" en forma regular, y "Stay or Leave" de igual manera en la gira de verano de 2009.
La canción "Some Devil" sonó en el episodio "Love Hurts" de la serie televisiva House y en los créditos finales de la película de 2003 21 Gramos.

## Lista de canciones
Todas las canciones escritas por Dave J. Matthews a menos que se indique lo contrario.
1. "Dodo" – 4:57
2. "So Damn Lucky" (Matthews/Harris)  – 4:34
3. "Gravedigger"  – 3:53
4. "Some Devil"  – 4:04
5. "Trouble" (Matthews/Harris)  – 5:44
6. "Grey Blue Eyes" (Matthews/Anastasio/Harris)  – 3:01
7. "Save Me"  – 4:33
8. "Stay or Leave"  – 4:02
9. "An' Another Thing"  – 5:30
10. "Oh"  – 2:48
11. "Baby"  – 2:19
12. "Up and Away" – 4:19
13. "Too High"  – 5:38
14. "Gravedigger (acoustic)" – 3:52

## Créditos
- Dave Matthews — guitarra, voces
con:
- Tim Reynolds — guitarra
- Trey Anastasio — guitarra, piano
- Tony Hall — bajo
- Brady Blade, Jr. — percusión, batería
- Stephen Harris — productor, teclados
- Dirty Dozen Brass Band — cornos
- Alex Veley — órgano hammond
- Total Experience Gospel Choir — coros
- Seattlemusic String Quartet — cuerdas
- Mark Robbins - corno francés